# 오일러 공식

는 복소평면에서 단위원을 뜻한다.

오일러 공식(Euler's formula)은 수학자 레온하르트 오일러의 이름이 붙은 공식이다.
사용되는 경우로는 복소수 지수를 정의하는 데에 출발점이 되며, 삼각함수와 지수함수에 대한 관계를 나타낸다. 오일러 항등식은 이 공식의 특수한 경우이다.
오일러 공식은 다음과 같다. 실수 {\displaystyle x~}에 대해, 허수 지수 {\displaystyle ix~}를 다음과 같이 정의한다.
{\displaystyle e^{ix}\,=\,\cos x+i\sin x}
여기서, e는 자연로그의 밑이고, {\displaystyle i~}는 제곱하여 {\displaystyle -1~}이 되는({\displaystyle i^{2}=-1}) 허수단위, {\displaystyle \sin }, {\displaystyle \cos }은 삼각함수의 사인과 코사인 함수이다.
{\displaystyle x}에 {\displaystyle \pi }를 대입하여, 오일러 항등식 {\displaystyle e^{i\pi }=-1}을 구할 수 있다.

## 역사
오일러 공식은 1714년 로저 코츠가 다음과 같은 형태로 처음 발견하였다.
{\displaystyle \ln(\cos x+i\sin x)\,=\,ix}
지금과 같은 모양의 오일러 공식은 1748년 오일러가 무한급수의 좌우 극한값이 같음을 증명하면서 발표되었다. 그러나 로저와 오일러 모두 이 공식이 지닌 '복소수를 복소평면 위의 하나의 점으로 볼 수 있다'는 기하학적 의미를 눈치채지는 못하였고, 이것은 약 50년이 지난 후에나 발견되었다. 오일러는 현재의 교육과정에서 보다 훨씬 이른 시기에 학생들에게 복소수를 가르쳤다. 그의 기초 대수학 교재인 <대수학 원론>(Elements of Algebra)에 보면 교재의 거의 맨 앞부분부터 복소수를 도입하고 있고 교재 전체를 통틀어 자연스럽게 사용하고 있다.

## 복소수 지수 정의와 오일러 공식

### 테일러 급수를 이용한 방법
테일러 급수에 따라 실수 범위에서 다음의 식이 성립한다.
{\displaystyle e^{x}={{x^{0}} \over {0!}}+{{x^{1}} \over {1!}}+{\frac {x^{2}}{2!}}+{\frac {x^{3}}{3!}}+\cdots =\sum _{n=0}^{\infty }{\frac {x^{n}}{n!}}}
따라서
{\displaystyle {\begin{array}{rll}e^{x}&{}=1+x+{\frac {x^{2}}{2!}}+{\frac {x^{3}}{3!}}+\cdots &{}=\sum _{n=0}^{\infty }{\frac {x^{n}}{n!}}\\\cos x&{}=1-{\frac {x^{2}}{2!}}+{\frac {x^{4}}{4!}}-{\frac {x^{6}}{6!}}+\cdots &{}=\sum _{n=0}^{\infty }{\frac {(-1)^{n}}{(2n)!}}x^{2n}\\\sin x&{}=x-{\frac {x^{3}}{3!}}+{\frac {x^{5}}{5!}}-{\frac {x^{7}}{7!}}+\cdots &{}=\sum _{n=0}^{\infty }{\frac {(-1)^{n}}{(2n+1)!}}x^{2n+1}\\\end{array}}}
이때 {\displaystyle x}가 복소수일 때에 앞의 무한급수를 각각의 함수로 정의한다. 그러면
{\displaystyle {\begin{aligned}e^{iz}&{}=1+iz+{\frac {(iz)^{2}}{2!}}+{\frac {(iz)^{3}}{3!}}+{\frac {(iz)^{4}}{4!}}+{\frac {(iz)^{5}}{5!}}+{\frac {(iz)^{6}}{6!}}+{\frac {(iz)^{7}}{7!}}+{\frac {(iz)^{8}}{8!}}+\cdots \\&{}=1+iz-{\frac {z^{2}}{2!}}-{\frac {iz^{3}}{3!}}+{\frac {z^{4}}{4!}}+{\frac {iz^{5}}{5!}}-{\frac {z^{6}}{6!}}-{\frac {iz^{7}}{7!}}+{\frac {z^{8}}{8!}}+\cdots \\&{}=\left(1-{\frac {z^{2}}{2!}}+{\frac {z^{4}}{4!}}-{\frac {z^{6}}{6!}}+{\frac {z^{8}}{8!}}-\cdots \right)+i\left(z-{\frac {z^{3}}{3!}}+{\frac {z^{5}}{5!}}-{\frac {z^{7}}{7!}}+\cdots \right)\\&{}=\cos z+i\sin z\end{aligned}}}
가 된다.

### 미분 계산을 이용한 증명방법
{\displaystyle f(x)=e^{-ix}(\cos x+i\sin x)\cdots (1)} 라면,
{\displaystyle {\frac {d}{dx}}f(x)=-ie^{-ix}(\cos x+i\sin x)+e^{-ix}(-\sin x+i\cos x)=e^{-ix}(-i\cos x+\sin x-\sin x+i\cos x)=0}
{\displaystyle \therefore f(x)=C} (단, {\displaystyle C}는 상수)
(1)에 {\displaystyle x=0}을 대입하면,
{\displaystyle f(0)=1}
{\displaystyle \therefore C=1}
{\displaystyle e^{-ix}(\cos x+i\sin x)=1}
{\displaystyle e^{ix}=(\cos x+i\sin x)}
Q.E.D.

### 미적분을 이용한 방법
다음과 같은 복소수 {\displaystyle z}를 생각하자:
{\displaystyle z=\cos x+i\sin x\,}
양변을 {\displaystyle x}에 대해 미분하면:
{\displaystyle {\frac {dz}{dx}}=-\sin x+i\cos x}
{\displaystyle i^{2}=-1}이므로:
{\displaystyle {\frac {dz}{dx}}=i^{2}\sin x+i\cos x=i(\cos x+i\sin x)=iz}
z를 이항한 후 양변을 적분하면:
{\displaystyle {\begin{aligned}{\frac {1}{z}}\,{\frac {dz}{dx}}&=i\\\int {\frac {1}{z}}\,dz&=\int i\,dx\\\ln z&=ix+C\end{aligned}}}
(여기에서 {\displaystyle C}는 적분 상수이다.)
이제 {\displaystyle C=0}이라는 것을 증명한다. {\displaystyle x=0}일 경우를 계산해보면
{\displaystyle {\begin{aligned}\ln z&=C\\z&=\cos x+i\sin x=\cos 0+i\sin 0=1\end{aligned}}}
따라서
{\displaystyle {\begin{aligned}\ln 1&=C\\C&=0\end{aligned}}}
따라서 다음과 같은 식이 성립한다:
{\displaystyle {\begin{aligned}\ln z&=ix\\z&=e^{ix}\\e^{ix}&=\cos x+i\sin x\end{aligned}}}
Q.E.D.

### 미분방정식을 이용한 방법
함수 {\displaystyle g(x)}를 다음과 같이 정의한다.
{\displaystyle g(x)=e^{ix}}
허수단위 {\displaystyle i}는 상수이므로 {\displaystyle g(x)}의 도함수와 이계도함수는 다음과 같다.
{\displaystyle {\begin{aligned}g'(x)&=ie^{ix}\\g''(x)&=i^{2}e^{ix}=-e^{ix}\end{aligned}}}
이로부터
{\displaystyle g''(x)=-g(x)\ } 또는
{\displaystyle g''(x)+g(x)=0\ } 라는 2차 선형 미분방정식이 만들어지고,
일차 독립인 두 해가 발생한다.
{\displaystyle {\begin{aligned}g_{1}(x)&=\cos x\\g_{2}(x)&=\sin x\end{aligned}}}
한편, 차수가 같은 미분방정식의 어떤 선형 결합도 해가 될 수 있으므로 위의 미분방정식의 일반적인 해는 다음과 같다.
{\displaystyle {\begin{aligned}g(x)&=Ag_{1}(x)+Bg_{2}(x)\\&=A\cos x+B\sin x\\g'(x)&=-A\sin x+B\cos x\end{aligned}}}
({\displaystyle A}와 {\displaystyle B}는 상수)
그리고 여기에 함수 {\displaystyle g(x)} 의 초기 조건
{\displaystyle {\begin{aligned}g(0)&=e^{i0}&=1\\g'(0)&=ie^{i0}&=i\end{aligned}}} 을 대입하면,
{\displaystyle {\begin{aligned}g(0)&={\color {White}-}A\cos 0+B\sin 0&=A\\g'(0)&=-A\sin 0+B\cos 0&=B\end{aligned}}}

곧,
{\displaystyle {\begin{aligned}g(0)&=A&=1\\g'(0)&=B&=i\end{aligned}}}
이므로
{\displaystyle g(x)\,=\,e^{ix}=\cos x+i\sin x}이다.
Q.E.D.

## 박사가 사랑한 수식
오일러 공식은 위 소설의 모티브로도 사용이 되었다. 오일러 공식에 숨어 있는 뜻을 cis 함수 또는 복소 지수 함수는 오일러 공식으로부터 바로 유도되는 함수로, 다음과 같이 정의되는 것이다.
{\displaystyle \operatorname {cis} (\theta )=e^{i\theta }=\cos \theta +i\sin \theta }
이 함수는 푸리에 변환이나 페이저 등에서 복소수와 관련된 연산을 할 때 흔히 사용되는 것이다.

## 쉬운 설명
우선 이 공식을 이해하기 위해서는 멱급수가 무엇인지 알고 있어야 한다. 멱급수란 하나의 수의 지수를 증가시키며 모두 더한 값을 말하며, 지수함수의 멱급수는 다음과 같다.
{\displaystyle e^{x}=1+x+{\frac {x^{2}}{2}}+{\frac {x^{3}}{3\times 2}}+{\frac {x^{4}}{4\times 3\times 2}}+\cdot \cdot \cdot }
이 멱급수의 지수 {\displaystyle x}에 {\displaystyle iz}(복소수에 임의의 수 {\displaystyle z}를 곱한 값)을 추가하면, {\displaystyle i\sin z}에 {\displaystyle \cos z}를 더한 값과 완벽하게 일치했다.
즉, {\displaystyle e^{iz}\,=\,\cos z+i\sin z}가 성립하는 것이다.
이 등식에서 {\displaystyle z}에 {\displaystyle \pi }를 대입했을 때 나오는 특수한 등식이 바로 오일러의 등식이다.

## 같이 보기
- 겔폰트 상수
- 오일러의 등식